# San Antonio Oxtoyucan
San Antonio Oxtoyucan es una localidad de México localizada en el municipio de Zempoala en el estado de Hidalgo.

## Geografía
Se encuentra en la región geográfica de los llanos de Apan (Altiplanicie pulquera), le corresponden las coordenadas geográficas 19° 55’ 40.021” de latitud norte y 98° 40’ 12.831” de longitud oeste, con una altitud de 2441 m s. n. m. En cuanto a fisiografía se encuentra en la provincia del Eje Neovolcánico, dentro de la subprovincia de Lagos y Volcanes de Anáhuac; su terreno es de lomerio. En lo que respecta a la hidrografía se encuentra posicionado en la región del Pánuco, dentro de la cuenca del río Moctezuma, y dentro de las subcuenca del río Tezontepec. Cuenta con un clima semiseco templado.

## Demografía
En 2020 registró una población de 962 personas, lo que corresponde al 1.66 % de la población municipal. De los cuales 476 son hombres y 486 son mujeres.
| Gráfica de evolución demográfica de San Antonio Oxtoyucan entre 1910 y 2020 |
|                                                                             |
| Población registrada por los censos y conteos del INEGI.                    |